# Incapacité temporaire partielle
Pour les articles homonymes, voir ITP.
Une incapacité temporaire partielle (ITP) est une période pendant laquelle la personne n’est plus physiquement dans l’incapacité totale d’exercer une activité professionnelle, mais éprouve une gêne particulière engendrée, en général, par la poursuite de soins.